# Друі Олексій Сергійович
Олексій Сергійович Друі (нар. 30 березня 2003, Одеса, Україна) — український футболіст, воротар одеського «Реал Фарма».

## Клубна кар'єра
Народився в Одесі. Вихованець місцевого «Чорноморця», у футболці якого з 2016 по 2020 рік висутпав у ДЮФЛУ. У сезоні 2019/20 років потрапив до заявки «Чорноморця-2». 18 вересня 2019 року вперше потрапив до заявки «Чорноморця», на програний (2:4) виїзний поєдинок групи Б Другої ліги України проти «ВПК-Агро», але усі 90 хвилин просидів на лаві запасних. У сезоні 2019/20 років 2 рази потрапляв до заявки «Чорноморця-2», але в жодному з них на поле не виходив. У середині серпня 2020 року вільним агентом перейшов до «Колоса». Виступав за ковалівців у юнацькому та молодіжному чемпіонатах України. 13 липня 2022 року підписав свій перший професійний контракт з «Колосом». Проте за першу команду «Колоса» так і не дебютував.
У середині липня 2023 року вільним агентом перебрався до «Дружби». У футболці мирівського клубу дебютував 11 жовтня 2023 року в переможному (5:0) виїзному поєдинку 12-го туру Другої ліги України проти львівських «Карпат-2». Олексій вийшов на поле на 87-й хвилині замість Максима Татаренко. У сезоні 2023/24 років провів 2 поєдинки в складі «Дружби», в обох випадках — виходив на останні хвилини.
На початку липня 2024 року вільним агентом перейшов до «Реалу Фарми». У футболці одеського клубу дебютував 3 серпня 2024 року в програному (0:3) домашньому поєдинку першого попереднього раунду кубку України проти ЮКСА. Друі вийшов на поле в стартовому складі та відіграв увесь матч. У Другій лізі України дебютував 8 серпня 2024 року в програному (0:3) домашньому поєдинку 1-го туру групи А проти франківської «Ревери 1908». Олексій вийшов на поле в стратовому складі та відіграв увесь матч.